# 2012년 한화 이글스 시즌
2012년 한화 이글스 시즌은 한화 이글스가 KBO 리그에 참가한 19번째 시즌으로, 빙그레 이글스 시절까지 합하면 27번째 시즌이다. 한대화 감독이 팀을 이끈 3년차 시즌이었으나, 시즌 초반 투타의 엇박자가 심각하게 지속되어 성적 부진으로 도중에 경질되고 한용덕 감독 대행이 잔여 시즌을 책임졌다. 팀은 8개 구단 중 최하위에 머물렀으며 유일하게 2군 전용구장이 없어 미래 유망주 육성에 소홀했다는 비판을 사자 시즌 후 서산에 2군 전용훈련장을 준공했다.

## 타이틀
- 성구회 헌액: 장성호
- KBO 사랑의 골든글러브: 김태균
- 조아제약 프로야구대상 특별상: 김태균
- 스포츠토토 7월 MVP: 김태균
- 스포츠토토 올해의 기록상: 장성호
- 카스포인트 어워즈 투수 3위: 류현진
- 카스포인트 어워즈 카스포인트 레전드상: 김영덕
- 스포츠조선 프로야구 테마랭킹 팀 득점공헌도 1위: 김태균
- 3월 한국갤럽 선정 가장 좋아하는 한국인 야구선수: 박찬호 (1위), 류현진 (5위), 김태균 (7위)
- 6월 한국갤럽 선정 가장 좋아하는 한국인 야구선수: 박찬호 (1위), 류현진 (6위), 김태균 (8위)
- 한일 프로야구 레전드매치 올스타: 한용덕 (투수), 송진우 (투수), 정민철 (투수)
- 레전드 올스타 선정 포지션별 현역 최고 선수: 류현진 (투수), 김태균 (1루수)
- 이글스 레전드 올스타: 송진우, 구대성, 정민철, 장종훈, 이정훈, 이강돈
- 올스타 선발: 류현진 (투수), 김태균 (1루수)
- 올스타전 추천선수: 김혁민, 한상훈, 최진행
- 올스타전 홈런레이스 우승: 김태균
- 올스타전 홈런레이스 최대 비거리상: 김태균 (140m)
- 올스타전 우수투수상: 류현진
- 스포츠조선 선정 올스타 베스트10: 류현진 (투수), 김태균 (1루수)
- 컴투스프로야구 선정 2016년이 기대되는 군제대 선수: 하주석
- 볼넷: 김태균 (81)
- 고의4구: 김태균 (8)
- 타율: 김태균 (0.363)
- 출루율: 김태균 (0.474)
- OPS: 김태균 (1.010)
- 탈삼진: 류현진 (210)
- 타석 당 피투구수: 장성호 (4.28)
- GPA: 김태균 (0.347)
- 경기 당 투구 수: 류현진 (105.3)

### 퓨처스리그
- 퓨처스 올스타: 이태양, 이준수, 하주석, 임신호
- 남부리그 볼넷: 전현태 (53)

## 선수단
- 선발투수 : 류현진, 김혁민, 유창식, 양훈, 박찬호, 배스
- 구원투수 : 송창식, 윤근영, 정대훈, 최우석, 박정진, 송신영, 신주영, 안영진, 김광수, 정민혁, 션헨, 정재원, 마일영
- 마무리투수 : 바티스타, 안승민, 임기영, 김경태, 이태양
- 포수 : 최승환, 박노민, 이준수, 신경현, 정범모
- 1루수 : 김태균, 정원석, 이시찬
- 2루수 : 한상훈, 백승룡, 전현태, 임익준, 한윤섭
- 유격수 : 이대수, 하주석
- 3루수 : 오선진, 이로운
- 좌익수 : 최진행, 오준혁
- 중견수 : 김경언, 양성우, 추승우, 이상훈
- 우익수 : 강동우, 고동진, 오재필, 이양기, 연경흠
- 지명타자 : 장성호

## 여담
- 6월에 홈구장인 한밭종합운동장 야구장의 좌석 수를 14133석으로 증축했다.
- 배스는 KBO 리그 통산 2경기 평균자책점 48.60에 그쳐 KBO 리그 역대 외국인 투수 중 가장 높은 통산 평균자책점을 기록한 투수가 되었다.
- 당시 데뷔 시즌을 치른 만 18세 하주석은 WAR -0.43에 그쳐 KBO 리그 역대 만 18세 타자 중 단일 시즌 최저 WAR을 기록했다.
- 바티스타는 KBO 리그 역대 외국인 투수 단일 시즌 최고 수비 WAR 기록을 세웠다.
- 류현진은 시즌 종료 후 메이저리그의 LA 다저스에 입단하여 역대 최초로 KBO 리그에서 메이저리그로 직행한 선수가 되었다.